# Skartarivier
De Skartarivier (Zweeds: Skartajåkka of Skártajohka) is een rivier die stroomt in de Zweedse  gemeente Kiruna. De Skartarivier ontvangt haar water van de noordelijke hellingen van de Skartatjåkka/Skártačohkka van circa 770 meter hoog. Ze stroomt naar het zuidoosten en levert haar water aan het Vassimeer. Ze is circa 16 kilometer lang.

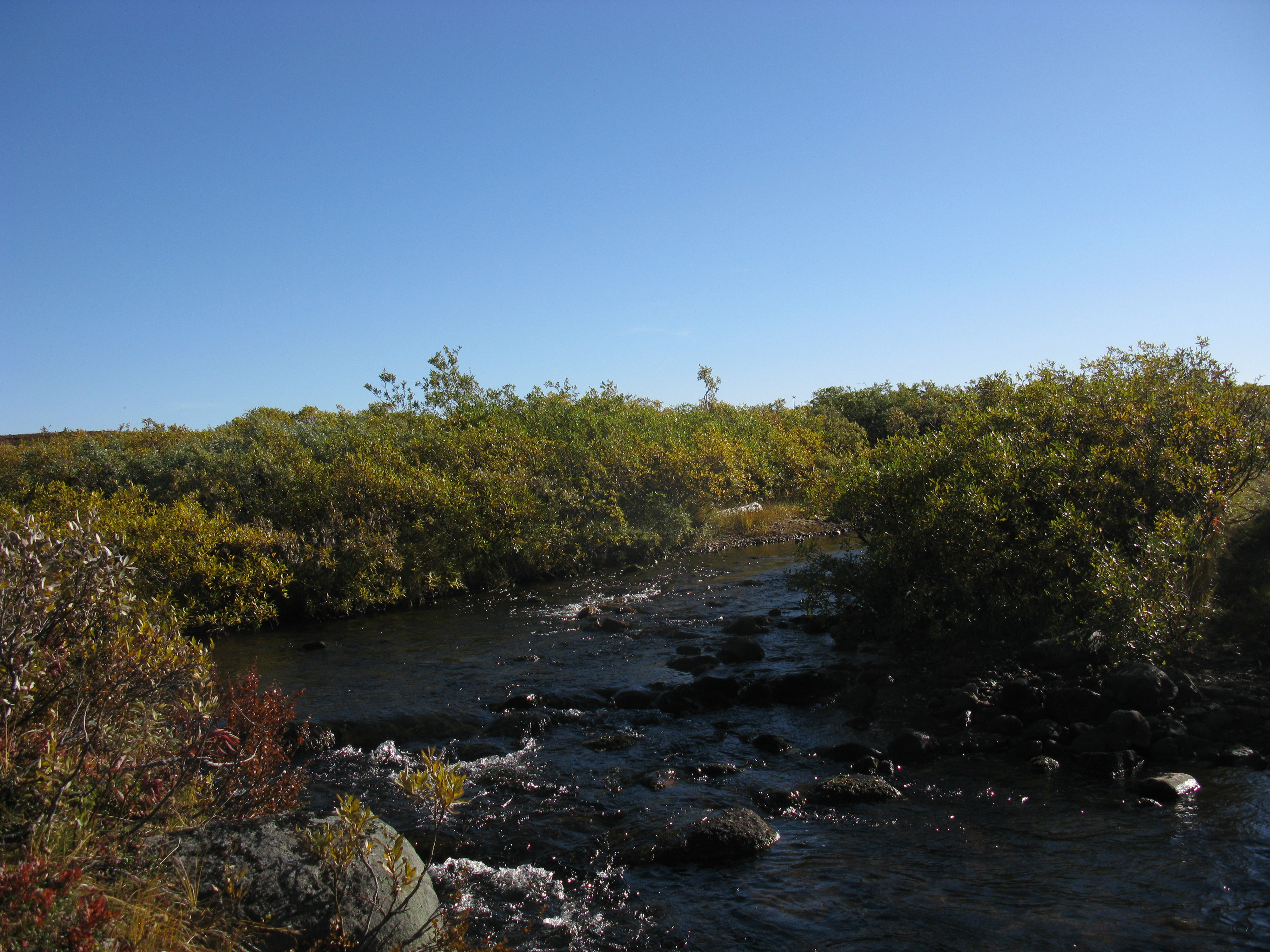
Skártajohka bij het Vassimeer

Afwatering: Skartarivier → (Vassimeer) → Vassirivier → Birtimesrivier → (Vittangimeer) → Vittangirivier → Torne → Botnische Golf